# Петер Кройдер
Петер Кройдер (нім. Peter Kreuder, 18 серпня 1905, Аахен — 28 червня 1981, Зальцбург) — німецький і австрійський композитор, піаніст і диригент. Автор понад 4000 музичних творів, у тому числі опер, оперет, мюзиклів, музики до фільмів.

## Біографія
Вже у віці 6 років дав концерт творів Моцарта на фортепіано в концертному залі Гюрцених у Кельні. Навчався в Мюнхені, Берліні та Гамбурзі.
У 1930 р. вперше прозвучала його музика до кінофільму — це був фільм «За червоними мурами Ліхтерфельде». Після цього брав участь у написанні музики до відомого фільму «Блакитний янгол».
На початку 1930-х років його коханкою була співачка Марія Лосєва (Мері Лоссефф).
У 1932 році вступив до нацистської партії (членський квиток 1.275.600), з якої вийшов уже в 1934 році.
У роки Третього рейху Кройдер співпрацював з режимом, зокрема пишучи пропагандистську музику — до фільму «Вчора і сьогодні» (1938) Ганса Штайнгофа, марш берлінської групи СА «70 мільйонів — один удар» (після аншлюсу пісня перейменована на «75 мільйонів», а її текст повністю переписаний) та інших. Дуже популярним став його шлягер «Musik, Musik, Musik» (відомий за першим рядком приспіву «Не потрібні мені мільйони», нім. Ich brauche keine Millionen).
У роки Другої світової війни складав розважальну музику з елементами джазу, в якій часто використовувався саксофон.
У 1939 р. емігрував до Швеції, проте вже в 1941 р. був змушений повернутися під загрозою поміщення його родичів у концтабір. Восени 1943 р. відмовився проводити концерти в Рейнланді, що особливо сильно зазнавав бомбардувань, через що потрапив у немилість у влади. Попри це, як і раніше, писав музику до фільмів, його не виключили з Імперської музичної палати і не відправили на фронт «у виховних цілях», як нацисти зробили з багатьма іншими опальними митцями.
Після війни продовжував бути популярним, зокрема, вийшла низка платівок із записами його виступів на фортепіано.
Написав мюзикли для Сари Леандер (Lady aus Paris та Madame Scandaleuse) та Йоганнеса Гестерса (Bel Ami). Під час світового турне з Жозефіною Бейкер відвідав 4 континенти. Його останній мюзикл, Lola Montez, був вперше виконаний лише у 2003 році.
У 1945 р. набув австрійське громадянство, зберігши німецьке.
Похований на Східному цвинтарі у Мюнхені (могила № 55-19-2).